# Louise Platt
Louise Platt (født 3. august 1915, død 6. september 2003) var en amerikansk teater- og filmskuespiller.
Hun var opvokset i Annapolis, Maryland. Hun var gift to gange, første gang med teaterinstruktør Jed Harris i 1939, med hvem hun fik en datter. Og anden gang med Stanley Gould, med hvem hun også fik en datter.
Louise Platt var uddannet i New York, Manila og Hong Kong og startede sin skuespildskarriere på Broadwayscenen. I 1938 vendte hun til Hollywood hvor hun medvirkede i i alt syv film før hun vendte tilbage til Broadway i 1942. I 1948 arbejdede hun med Rex Harrison i Tusinddages dronningen, i 1950'erne spillede hun en række roller på tv, herunder to optrædener på Alfred Hitchcock Presents.
Louise Platt måske mest memorable rolle var som den gravide officerskone i John Fords Diligencen (1939). Hun var den sidst overlevne af passagerne i diligencen.

## Filmografi
| Year | Title               | Costars                         | Role              |
| ---- | ------------------- | ------------------------------- | ----------------- |
| 1938 | I Met My Love Again | Joan Bennett, Henry Fonda       | Brenda            |
| 1938 | Spawn of the North  | George Raft, Henry Fonda        | Dian 'Di' Turlon  |
| 1939 | Diligencen          | Claire Trevor, John Wayne       | Lucy Mallory      |
| 1939 | Tell No Tales       | Melvyn Douglas                  | Ellen Frazier     |
| 1940 | Forgotten Girls     | Robert Armstrong                | Judy Wingate      |
| 1940 | Captain Caution     | Victor Mature                   | Corunna Dorman    |
| 1942 | Street of Chance    | Burgess Meredith, Claire Trevor | Virginia Thompson |